# Gongylosoma scriptum
Gongylosoma scriptum — вид змій родини полозових (Colubridae). Мешкає в Південно-Східній Азії.

## Поширення і екологія
Gongylosoma scriptum мешкають в Таїланді та на південному сході М'янми, за деякими свідченнями також в Камбоджі та в індійському штаті Мізорам. Вони живуть в сухих і вологих тропічних лісах, на висоті від 300 до 1000 м над рівнем моря.